# Jean-Pierre Bacri
Pour les articles homonymes, voir Bacri.
Jean-Pierre Bacri, né le 24 mai 1951 à Castiglione (en Algérie française) et mort le 18 janvier 2021 dans le 6e arrondissement de Paris, est un acteur, scénariste et dramaturge français.
Il est l'auteur de neuf scénarios écrits avec Agnès Jaoui, dont cinq qu'elle réalise et dans lesquels il joue. Il collabore également à plusieurs reprises avec les réalisateurs Cédric Klapisch, Alain Chabat, Alain Resnais, Claude Berri et Pascal Bonitzer. Parmi les films scénarisés par le tandem Bacri-Jaoui, Le Goût des autres (2000) est nommé pour l'Oscar du meilleur film international lors de la cérémonie des Oscars 2001 et Comme une image (2004) est récompensé du Prix du scénario au Festival de Cannes 2004.
Au théâtre, il est récompensé en 1992 du Molière de l'auteur pour la pièce Cuisine et Dépendances. En 2017, il obtient le Molière du comédien pour son rôle dans Les Femmes savantes. Au cinéma, il reçoit quatre fois le César du meilleur scénario original, il remporte une fois le César du meilleur acteur dans un second rôle et il est nommé à six reprises dans la catégorie du meilleur acteur.

## Biographie

### Origines et formation
Jean-Pierre Sauveur Bacri naît le 24 mai 1951 à Castiglione, dans une famille juive séfarade d'Algérie. Grâce à son père facteur en semaine et ouvreur le week-end dans la salle de cinéma dénommée Star de la ville, il découvre le septième art,.
Arrivé avec ses parents à Cannes en 1962, il rencontre Cyril de La Patellière au lycée Carnot. Il veut devenir enseignant de français et de latin, puis bifurque vers la banque. À 23 ans, Jean-Pierre Bacri lâche son poste à la Société générale, monte à Paris pour travailler dans la publicité. Pour gagner sa vie, il est placeur à l'Olympia, fait le ménage dans des bureaux. Parallèlement, en accompagnant l'une de ses connaissances cannoises, il suit une formation d'acteur au cours Simon et au cours de Jean Périmony, tout en écrivant des pièces de théâtre,, dont Le Doux Visage de l'amour pour laquelle il reçoit le prix de la Fondation de la vocation en 1979.

### Carrière d'acteur

#### Années 1980
En 1979, il joue son premier rôle au cinéma, celui d'un anesthésiste, dans Le Toubib. Sa prestation de proxénète dans Le Grand Pardon d'Alexandre Arcady en 1982 le fait remarquer. Son travail avec Roger Hanin, pied-noir comme lui, facilite la rencontre avec Arcady. Les deux hommes se brouillent après la pièce Argent mon bel amour en 1983. À cette époque, Bacri est proche de Jean-Pierre Bouvier.
Il enchaîne les seconds rôles, collaborant avec plusieurs réalisateurs : Diane Kurys, Claude Lelouch, Claude Pinoteau, Luc Besson, Jean-Michel Ribes, Tony Gatlif, Gérard Krawczyk, Jean-Pierre Mocky, Pierre Tchernia, Jean-Marie Poiré, Yves Boisset et Yves Robert.
En 1986, son nom figure en haut de l'affiche : pour Mort un dimanche de pluie de Joël Santoni, puis dans L'Été en pente douce de Gérard Krawczyk, sorti en 1987. Il joue la même année dans la pièce L'Anniversaire de Harold Pinter, mise en scène par Jean-Michel Ribes, auprès de sa future collègue et compagne Agnès Jaoui.

#### Années 1990: révélation et consécration
En 1993, l'acteur s'impose dans la comédie Cuisine et Dépendances, dont il cosigne aussi le script. Puis il réussit comme scénariste avec la comédie d'Alain Resnais Smoking / No Smoking, dont il a écrit le scénario avec Agnès Jaoui. Leur long métrage leur vaut le César du meilleur scénario original 1994. Le tandem confirme rapidement son talent, cette fois également en tant qu'acteurs.
L'année 1996 les révèle en effet au grand public avec la comédie Un air de famille, adaptation de Cédric Klapisch d'une autre pièce coécrite par le tandem Jabac, selon l'expression d'Alain Resnais. Le film leur vaut le César du meilleur scénario original 1997.
La même année, Jean-Pierre Bacri s'accomplit encore en tant qu'acteur, en menant la comédie fantastique Didier, premier long-métrage d'Alain Chabat. Bacri y cultive son personnage d'éternel râleur. Puis, il joue dans la comédie On connaît la chanson, nouveau film d'Alain Resnais, dont Bacri a cosigné à nouveau le scénario. Cette fois, il décroche le César du meilleur scénario original ou adaptation ainsi que  le César du meilleur acteur dans un second rôle.
En 1998, il donne la réplique à Catherine Deneuve, tête d'affiche du drame Place Vendôme, réalisé par Nicole Garcia. Il retrouve cette dernière comme actrice pour la comédie Kennedy et moi, mise en scène par Sam Karmann, qui sort en 1999.
L'année 2000 lui permet de s'imposer à nouveau comme auteur et comme acteur, avec le film Le Goût des autres, dont la réalisation est assurée par Agnès Jaoui. Le film est maintes fois récompensé et vaut au tandem leur quatrième César du meilleur scénario original ou adaptation.

#### Années 2000: confirmation auprès des critiques

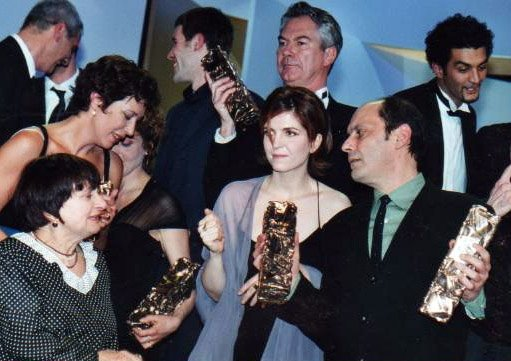
L'acteur avec Agnès Jaoui, entourés de Karin Viard, Anne Alvaro, Agnès Varda, Jalil Lespert et Ramzy Bedia à la 26ᵉ cérémonie des César, pour Le Goût des autres.

Devenu un proche collaborateur d'Alain Chabat, il participe au script de la grosse production Astérix et Obélix : Mission Cléopâtre et se charge aussi de la narration du film. Le film est un énorme succès populaire de l'année 2002. Bacri partage quant à lui l'affiche de la comédie Une femme de ménage, de Claude Berri, avec la jeune Émilie Dequenne.
En 2003, avec Nathalie Baye, Isabelle Carré et Melvil Poupaud, il fait partie du quatuor formé par Noémie Lvovsky pour sa comédie dramatique Les Sentiments. Puis en 2004, il partage l'affiche du drame Comme une image, d'Agnès Jaoui avec la jeune Marilou Berry. Le film vaut au tandem le Prix du scénario au Festival de Cannes 2004.
En 2005, il parraine le collectif Devoirs de mémoires.
En 2006, il retrouve la réalisatrice Nicole Garcia pour tenir le premier rôle de la comédie dramatique Selon Charlie, puis en 2008 sa complice Agnès Jaoui pour la comédie dramatique Parlez-moi de la pluie, avec Jamel Debbouze, à contre-emploi, pour évoquer le racisme.
En 2009, il porte le drame indépendant Adieu Gary, écrit et réalisé par Nassim Amaouche, puis tourne le thriller de Raphaël Jacoulot, Avant l'aube, en 2011.

#### Tête d'affiche (années 2010)

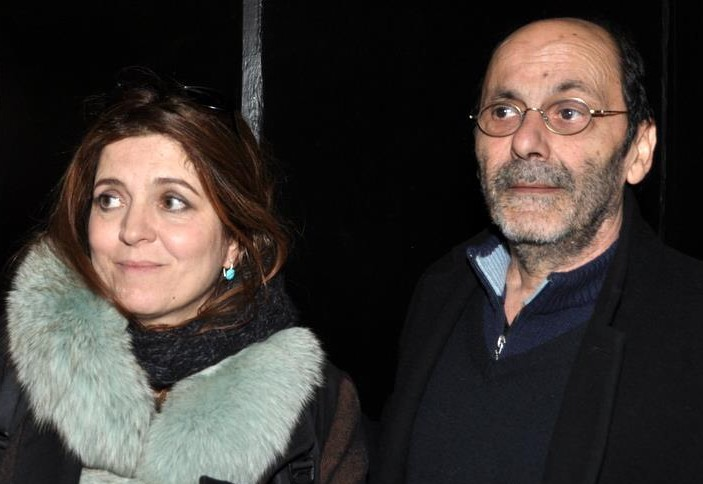
Agnès Jaoui et Jean-Pierre Bacri à une avant-première d’Au bout du conte en 2013.

En septembre 2012, l'acteur tient le premier rôle masculin de la comédie Cherchez Hortense, réalisée par Pascal Bonitzer.
Puis il retrouve Agnès Jaoui pour un sixième long métrage, la comédie fantastique Au bout du conte, qui sort en 2013. Bacri y joue un moniteur d'auto-école croyant irrémédiablement que sa dernière heure est arrivée. Agathe Bonitzer, Arthur Dupont et Benjamin Biolay composent la distribution principale.
L'année 2015 est marquée par la sortie d’un long métrage : la comédie dramatique La Vie très privée de monsieur Sim, réalisée par Michel Leclerc, secondé par Isabelle Gélinas.
En 2016, il retrouve Pascal Bonitzer pour la comédie Tout de suite maintenant, où il côtoie notamment Agathe Bonitzer, Vincent Lacoste et Lambert Wilson.
L'année suivante, il est la tête d'affiche de deux longs métrages : en juin, la satire Grand Froid, où il est secondé par Arthur Dupont et Olivier Gourmet ; en octobre la comédie dramatique Le Sens de la fête, écrite et réalisée par un autre tandem du cinéma français, Olivier Nakache et Éric Toledano. Fidèle à Alain Chabat, il fait aussi une apparition dans la comédie Santa et Cie.
En 2018, il retrouve d'abord Agnès Jaoui pour la satire Place publique. Puis il joue les patriarches pour la comédie dramatique Photo de famille. L'acteur y a notamment pour partenaire Chantal Lauby.

### Engagement politique
Engagé à gauche, il est membre, en 2014, du comité de soutien à la candidature d'Anne Hidalgo à la mairie de Paris.

### Prises de position
Interviewé par le quotidien Ouest-France en 2013, il déclare soutenir financièrement le projet Wikipédia : « J’aime Wikipédia, l’encyclopédie collaborative sur Internet […] Bon, pour l’actu chaude, il y a peut-être des erreurs, mais pour la culture générale, c’est génial. Je leur ai filé des euros pour soutenir l’idée ».
En 2018, lors d'une séance de questions-réponses de promotion du DVD Place publique, il critique l'ex-ministre démissionnaire de l'Environnement Nicolas Hulot. Il lui reproche sa « fausse naïveté » sur le rôle des lobbies, ainsi que sa défection du gouvernement après une année de participation.

### Vie privée
En 1987, Jean-Pierre Bacri rencontre Agnès Jaoui, sa partenaire dans la pièce L'Anniversaire d'Harold Pinter, mise en scène par Jean-Michel Ribes. Il forme avec elle un couple jusqu'en 2012. Ils demeurent ensuite proches et continuent d'écrire et de jouer ensemble au cinéma et au théâtre,.

### Mort et hommages
Jean-Pierre Bacri meurt d'un cancer le 18 janvier 2021 à Paris 6e,, à l'âge de 69 ans,,. L'ensemble du monde de la culture et des personnalités publiques lui rendent hommage. L'acteur Alain Chabat déclare : « J’adorais Jean-Pierre Bacri avant de le rencontrer et encore davantage après. Qu’on ait croisé sa route ou pas, il était notre ami. Tant de raisons de l’aimer ».
Les chaînes de télévision adaptent aussi leur programmation pour rendre hommage au comédien. Le 24 janvier est diffusé pour la première fois en clair sur TF1 Le Sens de la fête, d'Éric Toledano et Olivier Nakache, qui est l'un des derniers rôles principaux de Bacri au cinéma. Le film réalise la meilleure audience de l'année pour un film diffusé à la télévision, avec 7,5 millions de téléspectateurs,.
Ses obsèques ont lieu dans l'intimité le 26 janvier au crématorium du cimetière du Père-Lachaise, où il est incinéré. Ses cendres sont ensuite remises à la famille.
Lors de la 46e cérémonie des César, un hommage à Jean-Pierre Bacri est diffusé. Un César d'honneur lui est décerné à titre posthume.
En janvier 2022, à l'occasion du premier anniversaire de sa mort, France Télévisions lui rend hommage en diffusant une série de films et de reportages également disponible sur le site du groupe.

## Théâtre

### Dramaturge
- 1977 : Tout simplement
- 1978 : Le Timbre
- 1979 : Le Doux Visage de l'amour
- 1980 : Quand je serai grand écrit avec Sam Karmann
- 1980 : Le Grain de sable
- 1991 : Cuisine et Dépendances écrit avec Agnès Jaoui
- 1996 : Un air de famille écrit avec Agnès Jaoui

### Comédien
- 1977 : Les Catcheuses - Mise en scène : Jean-Louis Manceau
- 1977 : Lorenzaccio - Mise en scène : Jean-Pierre Bouvier
- 1977 : Ruy Blas - Mise en scène : Jean-Pierre Bouvier - Don Cesar
- 1978 : Don Juan - Mise en scène : Jean-Pierre Bouvier - Sganarelle
- 1980 : Ceux qui font les clowns - Mise en scène : Jean-Pierre Bouvier
- 1980 : Le Cocu magnifique - Mise en scène : Roger Hanin - Petrus
- 1981 : Le Grain de sable de Jean-Pierre Bacri, mise en scène Jean-Pierre Bouvier, Théâtre des Mathurins
- 1983 : Argent mon bel amour - Mise en scène : Roger Hanin
- 1983 : Batailles de Jean-Michel Ribes et Roland Topor, mise en scène Jean-Michel Ribes, Théâtre de l'Athénée
- 1986 : Mort un dimanche de pluie, mise en scène Joël Santoni
- 1987 : L'Anniversaire d'Harold Pinter, mise en scène Jean-Michel Ribes, Théâtre Tristan-Bernard
- 1991 : Cuisine et Dépendances d'Agnès Jaoui et Jean-Pierre Bacri, mise en scène Stéphan Meldegg, Théâtre La Bruyère, Georges
- 1994 :  Un air de famille : Henri Ménard, le patron du Père tranquille
- 2005 : Schweyk dans la Deuxième Guerre mondiale de Bertolt Brecht, mise en scène Jean-Louis Martinelli, Théâtre Nanterre-Amandiers : Schweik
- 2016 : Les Femmes savantes de Molière, mise en scène Catherine Hiegel, Théâtre de la Porte-Saint-Martin

## Filmographie

### Cinéma

#### Scénariste
- 1993 : Cuisine et Dépendances écrit avec Agnès Jaoui et Philippe Muyl, adapté de la pièce de théâtre du même nom, écrite par lui-même et Agnès Jaoui
- 1993 : Smoking / No Smoking écrit avec Agnès Jaoui
- 1996 : Un air de famille écrit avec Agnès Jaoui et Cédric Klapisch adapté de la pièce du même nom, écrite par lui-même et Agnès Jaoui
- 1997 : On connaît la chanson écrit avec Agnès Jaoui
- 2000 : Le Goût des autres écrit avec Agnès Jaoui
- 2004 : Comme une image écrit avec Agnès Jaoui
- 2008 : Parlez-moi de la pluie écrit avec Agnès Jaoui
- 2013 : Au bout du conte écrit avec Agnès Jaoui
- 2018 : Place publique écrit avec Agnès Jaoui

#### Acteur

##### Longs métrages
- 1979 : Le Toubib de Pierre Granier-Deferre : l'anesthésiste
- 1980 : La Femme intégrale de Claudine Guilmain : Léonardo l'italien
- 1982 : Le Grand Pardon d'Alexandre Arcady : Jacky Azoulay
- 1983 : Le Grand Carnaval d'Alexandre Arcady : Norbert Castelli
- 1983 : Coup de foudre de Diane Kurys : Costa
- 1983 : Édith et Marcel de Claude Lelouch : un journaliste radio
- 1984 : La Septième Cible de Claude Pinoteau : inspecteur Daniel Esperanza
- 1985 : Subway de Luc Besson : inspecteur Batman
- 1985 : Escalier C de Jean-Charles Tacchella : Bruno
- 1985 : On ne meurt que deux fois de Jacques Deray : le barman
- 1986 : Chère canaille de Stéphane Kurc : Francis Lebovic
- 1986 : La Galette du roi de Jean-Michel Ribes : l'élégant
- 1986 : Suivez mon regard de Jean Curtelin : l'ami des singes
- 1986 : États d'âme de Jacques Fansten : Romain
- 1986 : Mort un dimanche de pluie de Joël Santoni : David Briand
- 1986 : Rue du départ de Tony Gatlif : l'homme à la BMW
- 1987 : L'Été en pente douce de Gérard Krawczyk : Stéphane Leheurt (Fane)
- 1988 : Les Saisons du plaisir de Jean-Pierre Mocky : Jacques
- 1988 : Bonjour l'angoisse de Pierre Tchernia : Desfontaines
- 1989 : Mes meilleurs copains de Jean-Marie Poiré : Éric Guidolini (Guido)
- 1990 : La Baule-les-Pins de Diane Kurys : Léon
- 1991 : La Tribu d'Yves Boisset : Roussel
- 1992 : Le Bal des casse-pieds d'Yves Robert : l'homme à la rayure
- 1992 : L'Homme de ma vie de Jean-Charles Tacchella : Malcolm
- 1993 : Cuisine et Dépendances de Philippe Muyl : Georges
- 1994 : La Cité de la peur d'Alain Berberian : projectionniste no 3
- 1996 : Un air de famille de Cédric Klapisch : Henri Ménard
- 1997 : Didier d'Alain Chabat : Jean-Pierre Costa
- 1997 : On connaît la chanson d'Alain Resnais : Nicolas
- 1998 : Place Vendôme de Nicole Garcia : Jean-Pierre
- 1999 : Peut-être de Cédric Klapisch : le père de Philippe et Clotilde
- 1999 : Kennedy et moi de Sam Karmann : Simon Polaris
- 2000 : Le Goût des autres d'Agnès Jaoui : Jean-Jacques Castella
- 2002 : Une femme de ménage de Claude Berri : Jacques Gauthier
- 2003 : Les Sentiments de Noémie Lvovsky : Jacques Roux
- 2004 : Comme une image d'Agnès Jaoui : Étienne Cassard
- 2006 : Selon Charlie de Nicole Garcia : Jean-Louis Bertagnat
- 2008 : Parlez-moi de la pluie d'Agnès Jaoui : Michel Ronsard
- 2009 : Adieu Gary de Nassim Amaouche : Francis Revel
- 2011 : Avant l'aube de Raphaël Jacoulot : Jacques Couvreur
- 2012 : Cherchez Hortense de Pascal Bonitzer : Damien Hauer
- 2013 : Au bout du conte d'Agnès Jaoui : Pierre
- 2015 : La Vie très privée de Monsieur Sim de Michel Leclerc : Monsieur Sim
- 2016 : Tout de suite maintenant de Pascal Bonitzer : Serge
- 2017 : Grand Froid de Gérard Pautonnier : Georges
- 2017 : Le Sens de la fête d'Olivier Nakache et Éric Toledano : Max, l'organisateur de mariage
- 2017 : Santa et Cie d'Alain Chabat : le Père Noël en rouge et blanc
- 2018 : Place publique d'Agnès Jaoui : Castro
- 2018 : Photo de famille de Cécilia Rouaud : Pierre

##### Courts métrages
- 1978 : Le Goût étrange de Juliette de Sylvain Madigan
- 1987 : Sale Temps d'Alain Pigeaux (voix uniquement)
- 1994 : Perle rare d'Olivier Doran : Étienne Behr
- 1994 : Bazooka de Laurent Brochand
- 1997 : La Méthode de Thomas Béguin : Paul
- 1998 : Un dimanche matin à Marseille de Mario Fanfani : Béranger

### Télévision
- 1978 : Les Enquêtes du commissaire Maigret, épisode : Maigret et le Tueur de Marcel Cravenne : Julien Mila
- 1979 : L'Éblouissement de Jean-Paul Carrère : Jean-Pierre
- 1979 : Thanatos Palace Hôtel de James Thor : Jean Monnier
- 1980 : Le Fourbe de Séville d'Édouard Logereau (d'après El Burlador de Sevilla y convidado de piedra : Octavio
- 1980 : La Vénus d'Ille de Robert Réa : Alphonse
- 1980 : L'Aéropostale, courrier du ciel de Gilles Grangier : Beauregard
- 1980 : Au théâtre ce soir : Trésor de Jean Marsan d'après Roger MacDougall, mise en scène Jean-Pierre Bouvier, réalisation Pierre Sabbagh, Théâtre Marigny : Le médecin
- 1981 : Le Cocu magnifique de Marlène Bertin : Petrus
- 1981 : Henri IV de Jeannette Hubert : Landolf
- 1982 : Au théâtre ce soir : Histoire de rire d'Armand Salacrou, mise en scène Jean-Laurent Cochet, réalisation Pierre Sabbagh, Théâtre Marigny : Gérard
- 1984 : Batailles de Jean-Michel Ribes :
- 1990 : Les Cadavres exquis de Patricia Highsmith (épisode Pour le restant de leurs jours) de Peter Kassovitz : Luc
- 2014-2015 : Frères d'armes, série télévisée historique de Rachid Bouchareb et Pascal Blanchard : présentation de Roger Allouès et Alphonse Juin

## Distinctions

### Cinéma
| Récompense                           | Année | Catégorie                                                                 | Film                                                    | Statut     |
| ------------------------------------ | ----- | ------------------------------------------------------------------------- | ------------------------------------------------------- | ---------- |
| César                                | 1986  | Meilleur acteur dans un second rôle                                       | Subway                                                  | Nomination |
| César                                | 1994  | Meilleur scénario original ou adaptation (conjointement avec Agnès Jaoui) | Smoking / No Smoking                                    | Lauréat    |
| César                                | 1997  | Meilleur scénario original ou adaptation (conjointement avec Agnès Jaoui) | Un air de famille                                       | Lauréat    |
| César                                | 1998  | Meilleur scénario original ou adaptation (conjointement avec Agnès Jaoui) | On connaît la chanson                                   | Lauréat    |
| César                                | 1998  | Meilleur acteur dans un second rôle                                       | On connaît la chanson                                   | Lauréat    |
| César                                | 2000  | Meilleur acteur                                                           | Kennedy et moi                                          | Nomination |
| César                                | 2001  | Meilleur scénario original ou adaptation (conjointement avec Agnès Jaoui) | Le Goût des autres                                      | Lauréat    |
| César                                | 2001  | Meilleur acteur                                                           | Le Goût des autres                                      | Nomination |
| César                                | 2004  | Meilleur acteur                                                           | Les Sentiments                                          | Nomination |
| César                                | 2005  | Meilleur scénario original ou adaptation (conjointement avec Agnès Jaoui) | Comme une image                                         | Nomination |
| César                                | 2013  | Meilleur acteur                                                           | Cherchez Hortense                                       | Nomination |
| César                                | 2016  | Meilleur acteur                                                           | La Vie très privée de Monsieur Sim                      | Nomination |
| César                                | 2018  | Meilleur acteur                                                           | Le Sens de la fête                                      | Nomination |
| César                                | 2021  | César d'honneur                                                           | César d'honneur posthume pour l'ensemble de sa carrière | Lauréat    |
| Lumières de la presse internationale | 1997  | Meilleur scénario (conjointement avec Agnès Jaoui)                        | Un air de famille                                       | Lauréat    |
| Lumières de la presse internationale | 2001  | Meilleur scénario (conjointement avec Agnès Jaoui)                        | Le Goût des autres                                      | Lauréat    |
| Lumières de la presse internationale | 2018  | Meilleur acteur                                                           | Le Sens de la fête                                      | Nomination |
| Étoiles d'or                         | 2000  | Meilleur acteur                                                           | Kennedy et moi                                          | Lauréat    |
| Étoiles d'or                         | 2005  | Meilleur scénario (conjointement avec Agnès Jaoui)                        | Comme une image                                         | Lauréat    |
| Festival du film de Cabourg          | 2000  | Swann d'or du meilleur acteur                                             | Le Goût des autres                                      | Lauréat    |
| Festival de Cannes                   | 2004  | Prix du scénario (conjointement avec Agnès Jaoui)                         | Comme une image                                         | Lauréat    |
| Prix du cinéma européen              | 1998  | Meilleur scénariste (conjointement avec Agnès Jaoui)                      | On connaît la chanson                                   |            |
| Prix du cinéma européen              | 2000  | Meilleur scénariste (conjointement avec Agnès Jaoui)                      | Le Goût des autres                                      | Lauréat    |
| Prix du cinéma européen              | 2004  | Meilleur scénariste (conjointement avec Agnès Jaoui)                      | Comme une image                                         | Lauréat    |
| Prix René-Clair                      | 2001  |                                                                           |                                                         | Lauréat    |
| Oscars                               | 2001  | Oscar du meilleur film international                                      | Le Goût des autres                                      | Nomination |

### Théâtre
| Récompense           | Année | Catégorie                                                                                 | Pièce                  | Statut     |
| -------------------- | ----- | ----------------------------------------------------------------------------------------- | ---------------------- | ---------- |
| Nuit des Molières    | 1992  | Molière du théâtre privé (conjointement avec Agnès Jaoui et Stéphan Meldegg)              | Cuisine et dépendances | Nomination |
| Nuit des Molières    | 1992  | Molière du meilleur spectacle comique (conjointement avec Agnès Jaoui et Stéphan Meldegg) | Cuisine et dépendances | Lauréat    |
| Nuit des Molières    | 1992  | Molière de l'auteur (conjointement avec Agnès Jaoui)                                      | Cuisine et dépendances | Lauréat    |
| Nuit des Molières    | 1992  | Molière de la révélation théâtrale                                                        | Cuisine et dépendances | Nomination |
| Nuit des Molières    | 1995  | Molière du théâtre privé (conjointement avec Agnès Jaoui et Stéphan Meldegg)              | Un air de famille      | Nomination |
| Nuit des Molières    | 1995  | Molière du meilleur spectacle comique (conjointement avec Agnès Jaoui et Stéphan Meldegg) | Un air de famille      | Lauréat    |
| Nuit des Molières    | 1995  | Molière de l'auteur (conjointement avec Agnès Jaoui)                                      | Un air de famille      | Nomination |
| Nuit des Molières    | 2017  | Molière du comédien dans un spectacle de théâtre privé                                    | Les Femmes savantes    | Lauréat    |
| Prix Tristan-Bernard | 1982  |                                                                                           | Le Grain de sable      | Lauréat    |